# Пушкіно (Електростальський міський округ)
Пу́шкіно (рос. Пушкино) — присілок у складі Електростальського міського округу Московської області, Росія.

## Населення
Населення — 70 осіб (2010; 63 у 2002).
Національний склад (станом на 2002 рік):
- росіяни — 87 %